# Zachodniopomorski Nobel

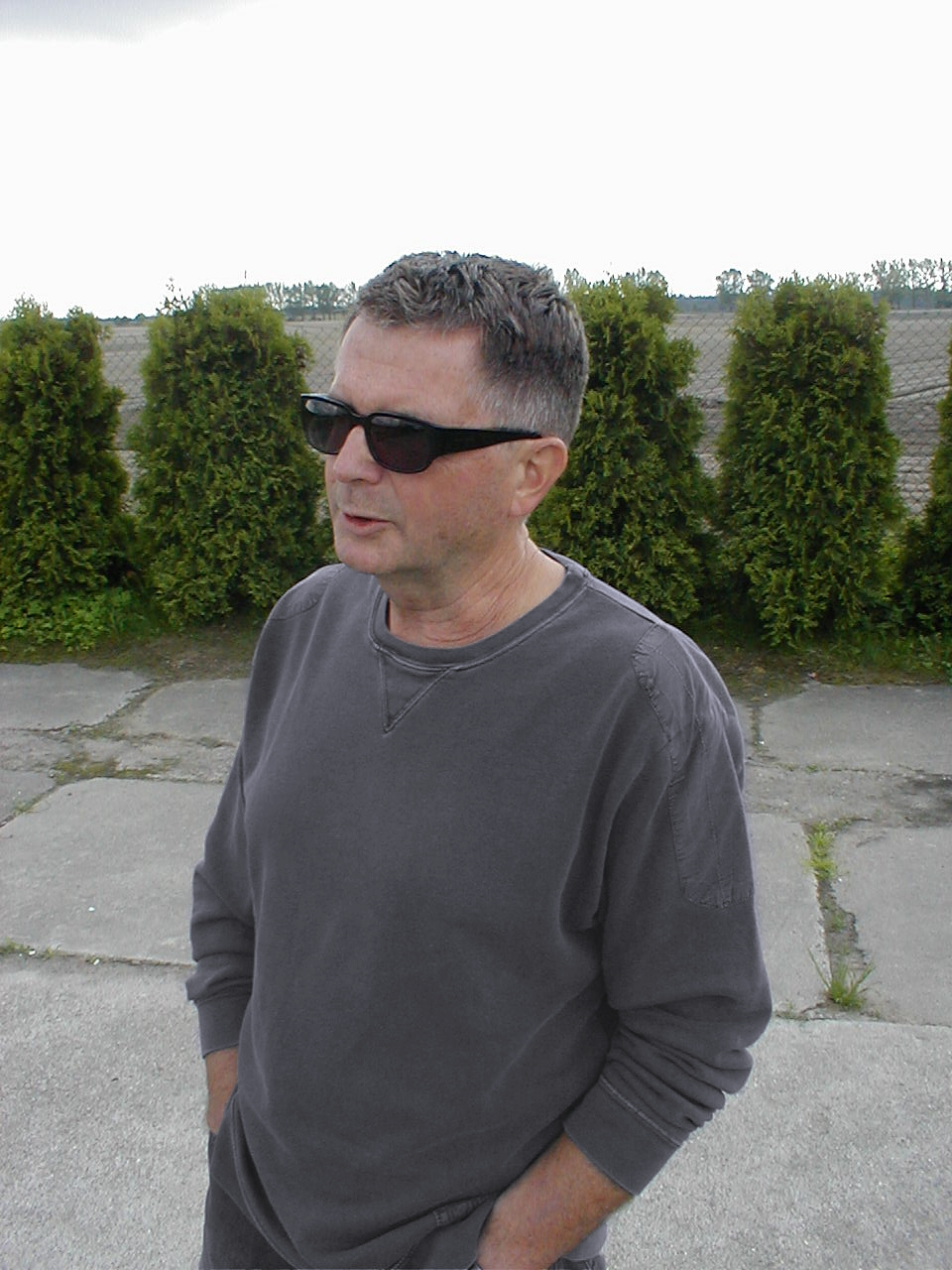
prof. Aleksander Wolszczan, przew. Zachodniopomorskiego Klubu Liderów Nauki

Zachodniopomorski Nobel – prestiżowa nagroda dla zachodniopomorskiej nauki w Polsce, nadawana przez Kapitułę Zachodniopomorskiego Klubu Liderów Nauki od 2001

## Promocja zachodniopomorskiej nauki
Celem przyznawania Zachodniopomorskiego Nobla jest promowanie najwyższych standardów w nauce i ludzi o najwyższych parametrach naukowych. Inicjatorem promocji był prof. Waldemar Tarczyński, prorektor Uniwersytetu Szczecińskiego. Projekt zrealizowany został przez grupę polskich badaczy pod kierunkiem profesorów: Aleksandra Wolszczana i Jana Lubińskiego (pomysłodawcy konkursu), członków Zachodniopomorskiego Klubu Liderów Nauki.
Nagroda Zachodniopomorskiego Nobla przyznawana jest w ośmiu dziedzinach nauki, tj. humanistycznych, medycznych, ekonomicznych, podstawowych, technicznych, rolniczych, o morzu i od 2008 – artystycznych.
W pierwszej kolejności wyróżniane są najlepsze prace o charakterze wdrożeniowym, następnie liczba publikacji w czasopismach naukowych z tzw. listy filadelfijskiej oraz prace, które powstały w uczelniach zachodniopomorskich. Autorzy prac nowatorskich oraz szefowie zespołów naukowych przy uczelniach są punktowani podwójnie. Zgłoszenie do Zachodniopomorskiego Nobla następuje poprzez przedstawienie kandydata/kandydatów, z odpowiednim umotywowaniem, rekomendowanych przez prorektorów uczelni do spraw nauki oraz członków Zachodniopomorskiego Klubu Liderów Nauki.
Laureaci nagrody, podczas uroczystej gali otrzymują okolicznościowe dyplomy, medale oraz granty. Do 3 czerwca 2012 zostało wyróżnionych 72 naukowców.